# End of a Century
«End of a Century» —en español: «Fin de un siglo»— es una canción de la banda de britpop británica Blur. Lanzado en noviembre de 1994, fue el último single de su tercer álbum Parklife. «End of a Century» alcanzó el puesto 19 en el UK Singles Chart, considerado una decepción por Andy Ross de Food Records. Albarn declaró más tarde que «End of a Century» puede no haber sido la mejor opción para el cuarto sencillo del álbum, y que «This Is a Low» habría sido una mejor alternativa. 

## Composición
Damon Albarn declaró que la canción trata sobre «cómo las parejas se quedan en casa y se miran el uno al otro. Solo que en lugar de la luz de las velas, es la luz del televisor». La línea de apertura, «ella dijo que hay hormigas en la alfombra», se refiere a una plaga de hormigas que Albarn y su entonces novia Justine Frischmann sufrieron en su entonces hogar en Kensington.
La letra parece enfatizar el (entonces) próximo cambio de milenio y el hecho de que la gente contempla el futuro en lugar de cuidar el presente. La línea de la canción es «Fin de un siglo / No es nada especial». El productor Stephen Street vio la canción como «Damon consiguiendo el arte de escribir canciones realmente ordenado».
Squeeze hizo una versión en vivo de la canción para su sencillo de 1995 «This Summer».
El video es una actuación en vivo grabada en Alexandra Palace. Al igual que con su video posterior a «Tender», utiliza la pista de audio de la actuación en vivo, en lugar de sobregrabar el audio de la toma de estudio.

## Lista de temas
7'', Casete
1. «End of a Century» (Albarn,  Coxon,  James y  Rowntree; letra de Albarn) - 2:47
2. «Red Necks» (Albarn, Coxon, James, Rowntree; Letra de Coxon) - 3:04

CD
1. «End of a Century» (Albarn, Coxon, James, Rowntree; Letra de Albarn) - 2:47
2. «Red Necks» (Albarn, Coxon, James, Rowntree; Letra de Coxon) - 3:04
3. «Alex's Song» (James) - 2:42

## Personal
- Damon Albarn - voz principal, órgano
- Graham Coxon - guitarras acústicas y eléctricas, clarinete, coros
- Alex James - bajo
- Dave Rowntree - batería

## Listas

### Listas semanales
| Lista (1994–1995)                  | Posición más alta |
| ---------------------------------- | ----------------- |
| 49                                 | 49                |
| Europe (Eurochart Hot 100)         | 69                |
| Iceland (Íslenski Listinn Topp 40) | 2                 |
| 18                                 | 18                |
| 19                                 | 19                |

### Listas de fin de año
| Lista (1995)                       | Posición más alta |
| ---------------------------------- | ----------------- |
| Iceland (Íslenski Listinn Topp 40) | 29                |